# Ptilodexia californica
Ptilodexia californica là một loài ruồi trong họ Tachinidae.